# Малокур-сюр-Сей
Малоку́р-сюр-Сей (фр. Malaucourt-sur-Seille) — коммуна во французском департаменте Мозель региона Лотарингия. Относится к  кантону Дельм.	

## География
Малокур-сюр-Сей расположен в  км к юго-востоку от Меца. Соседние коммуны: Дельм, Донжё и Орьокур на северо-востоке, Френ-ан-Сольнуа на востоке, Бе-сюр-Сей на юге, Ланфруакур, Абонкур-сюр-Сей Мануэ и Армокур на юго-западе, Аррей-эт-Ан и Ажонкур на западе, Фосьё, Шеникур и Ольнуа-сюр-Сей на северо-западе.

## История
- Деревня епископата Меца.

## Демография
По переписи 2008 года в коммуне проживало 130 человек.	

## Достопримечательности
- Церковь Нотр-Дам, 1769 года; пьета XVI века.